# Lago di Sibolla
Lago di Sibolla este o arie protejată (arie specială de conservare — SAC, sit de importanță comunitară — SCI) din Italia întinsă pe o suprafață de 74 ha, integral pe uscat.

## Localizare
Centrul sitului Lago di Sibolla este situat la coordonatele 43°49′35″N 10°42′04″E / 43.826389°N 10.701111°E.

## Înființare
Situl Lago di Sibolla a fost declarat sit de importanță comunitară în iunie 1995 pentru a proteja 8 specii de animale. Situl a fost protejat și ca arie specială de conservare în mai 2016.

## Biodiversitate
Situată în ecoregiunea mediteraneană, aria protejată conține 8 habitate naturale: Lacuri eutrofice naturale cu vegetație de tip Magnopotamion sau Hydrocharition, Galerii de Salix alba și de Populus alba, Păduri de stejar alb estice, Mlaștini calcaroase cu Cladium mariscus și specii de Caricion davallianae, Depresiuni pe substraturi de turbă de Rhynchosporion, Pajiști umede mediteraneene cu ierburi înalte de Molinio-Holoschoenion, Păduri aluvionare cu Alnus glutinosa și Fraxinus excelsior (Alno-Padion, Alnion incanae, Salicion albae), Ape stătătoare oligotrofe până la mezotrofe, cu vegetație de Littorelletea uniflorae și/sau de Isoëto-Nanojuncetea.
La baza desemnării sitului se află mai multe specii protejate:
- păsări (7): pescăruș albastru (Alcedo atthis), rață mare (Anas platyrhynchos), lișiță (Fulica atra), stârc pitic (Ixobrychus minutus), sfrâncioc roșiatic (Lanius collurio), grelușel-de-zăvoi (Locustella luscinioides), rață cârâitoare (Spatula querquedula)
- nevertebrate (1): fluturele purpuriu (Lycaena dispar)

Pe lângă speciile protejate, pe teritoriul sitului au mai fost identificate 26 de specii de plante, 1 specie de amfibieni, 10 specii de nevertebrate, 1 specie de reptile.